# Куянчи
Куянчи (баш. Ҡуянсы) — деревня в Караидельском районе Республики Башкортостан Российской Федерации. Входит в состав Подлубовского сельсовета.

## География

### Географическое положение
Расстояние до:
- районного центра (Караидель): 60 км,
- центра сельсовета (Подлубово): 5 км,
- ближайшей ж/д станции (Щучье Озеро): 110 км.

## История
Основана переселенцами д. Подлубово примерно в 1920 годы.

## Население
| 2002 | 2009 | 2010 |
| ---- | ---- | ---- |
| 72   | ↘58  | ↘55  |

На момент 2021 года проживает 38 человек.
Национальный состав
Согласно переписи 2002 года, преобладающая национальность — татары (85 %).